# Cidade de Deus (Osasco)
Cidade de Deus é um bairro de Osasco. Delimitado ao norte pelo bairro Vila Campesina, a leste pelo bairro Vila Yara, ao sul com o bairro Umuarama, a oeste com os bairros Centro e Bela Vista. Os seus loteamentos são: Cidade de Deus, Vila Yara (Parte), Vila Campesina (Parte).

## Formação
O bairro formou-se na década de 50 , quando Amador Aguiar montou o campus do Bradesco em Osasco. O objetivo era hospedar funcionários do banco,

## Principais vias
- Avenida Doutor  Martin Luther King
- Avenida Bussocaba[1]